# Шымкент (станция)
Станция Шымкент (каз. Шымкент станциясы) — железнодорожная станция Казахстанских железных дорог, расположенная в Шымкенте.

## История
15 июля 1914 года от станции Арысь началось строительство Семиреченской железной дороги, к сентябрю 1917 года — до станции Бурное. Возобновилось строительство только после завершения гражданской войны.
В 1934 году построен участок Шымкент — Ленгер.
Постановлением Правительства Республики Казахстан от 29 ноября 2017 года, станция Чимкент была переименована в станцию Шымкент.